# Everyday、髮箍
《Everyday、髮箍》（日語：Everyday、カチューシャ）是日本女子偶像組合AKB48的第21張單曲，由國王唱片於2011年5月25日發行，金牌大風則是單曲在臺灣的代理發行商。單曲除了有AKB48的成員參與錄製外，還包括了來自姊妹組合SKE48和NMB48的成員，其中以大阪為據點的NMB48更是首次有成員被編入參與錄製單曲A面曲的選拔組。單曲在發行的第二天創下了日本女歌手首週最高銷售紀錄，再在5天後以首週133.4萬張的銷量打破Mr. Children以《無名的詩》保持了15年4個月的綜合首週最高銷售紀錄，同時成為AKB48第三張銷量破一百萬的單曲。此外，單曲與AKB48其他同年發售的《變成櫻花樹》、《飛翔入手》、《風正在吹》和《崇尚麻里子》名列2011年Oricon單曲年榜首五位，刷新由Pink Lady、光GENJI和嵐創下的首三位的紀錄，同時五張單曲均取得過百萬銷量，刷新由Mr.Children創下的四張百萬單曲的紀錄，並且憑734.6萬張成為歷來Oricon單曲年榜總銷量的第一位，並且日本唱片協會手機全曲下載百萬認證歌曲日之一。與此同時，由於單曲附送AKB48第22張單曲選拔總選舉的投票券，因此也引起了爭議。

## 概要
2011年3月29日，國王唱片首次公佈將會發售AKB48第21張單曲的消息。單曲分為Type-A、Type-A初回限定盤、Type-B、Type-B初回限定盤和劇場盤共五個版本發售，每個版本的內容均有不同。其中，Type-A和Type-B的兩個版本均附有AKB48第22張單曲選拔總選舉的投票券，而在AKB48香港專門店購買的歌迷亦可以另外獲得一張香港總選舉的投票券，但成員在香港所得的票數並不會計算進日本總選舉的票數內，而是兩者分開獨立計算並由專門店發表香港總選舉的票數。另外，Type-A和Type-B的初回限定盤亦附有全國握手會參加券一張，而劇場盤則附有一張發售紀念握手會的參加券和總選舉寫真一張。單曲的部分收益將捐助給東日本大震災的災民，部分成員也親身前往災區宮古市和宮城縣南三陸町獻唱A面曲《Everyday、髮箍》。

## 宣傳
2011年4月16日，AKB48在大阪巨蛋舉行的《變成櫻花樹》發售紀念握手會中首次披露單曲的參加成員數目，共計有26位選拔成員，為歷來最高紀錄。其後，AKB48在《MUSIC STATION》、《SMAP×SMAP》和《MUSIC JAPAN》等音樂節目都有為單曲進行宣傳。5月29日，AKB48在橫濱球場舉辦了單曲發售的握手會，大雨下仍然有1萬2千人出席。6月4日，AKB48在大阪巨蛋舉行全國握手會以感謝歌迷對單曲的支持，其後在名古屋巨蛋、福岡海洋博覽館、真駒內屋內競技場、廣島縣立綜合體育館和東京國際展示場都分別舉行了握手會。AKB48、SKE48和NMB48的部分成員亦在台灣第22屆金曲獎宣傳單曲，其中沒有參與這首單曲的成員亦有份在活動中演唱，例如SKE48的小木曾汐莉和須田亞香里等。

## 歌曲
AKB48成員前田敦子和峯岸南有份參與的A面曲《Everyday、髮箍》是電影《如果杜拉》的主題曲，她們自身也出演了該部電影，同時亦是味覺糖和Try家庭教師的廣告歌，以及2012年選拔高等學校棒球大會的入場進行曲。由於這首歌曲的背景音樂充滿動感，不同成員的歌聲也必須自然地互相配合才能製造出層次感，因此成員們無論是在歌曲錄製時又或是在現場演唱時，到了大合唱的重唱段時都加重了聲音，使歌聲更雄厚、更容易使觀眾留下深刻印象。《Everyday、髮箍》如同本單曲中的所有B面曲以及AKB48以往發行的所有歌曲一樣，均是由團體總製作人秋元康填詞，而曾經為AKB48寫出《大聲鑽石》、《10年櫻》、《RIVER》和《Beginner》等多張作品的井上義正則負責作曲和編曲。
B面曲《鬥魂》的參與成員包括了倉持明日香、高橋南、菊地彩香、河西智美、北原里英、佐藤堇、宮崎美穗和渡邊麻友等，同時是東京電視台的電視劇《馬路須加學園》的主題曲；小嶋陽菜、指原莉乃、高城亞樹、前田敦子、大島優子、峯岸南、橫山由依和柏木由紀等有份參與的《現在開始 Wonderland》是飲品WONDA的廣告歌曲；至於片山陽加、松原夏海、中塚智實、米澤瑠美、佐藤夏希、佐藤亞美菜、SKE48成員高柳明音和NMB48成員山田菜菜等有份參與的《人的力量》則成為了旅行社H.I.S的廣告歌，並由高橋南、小嶋陽菜、柏木由紀和渡邊麻友等10名資深成員以空中服務員的裝扮拍攝廣告。

## 音樂影片
《Everyday、髮箍》的音樂影片由曾經執導「2001年史上最強日劇百部選」冠軍電視劇《跳躍大搜查線》的本廣克行擔任導演。單曲的音樂錄影帶在關島拍攝，影片除了拍攝成員在沙灘上的舞蹈外也有劇情部分，劇情以前田敦子踏自行車為開首，並穿插著在影片中飾演學生的26名成員之間在島嶼上教室和沙灘生活的點滴，最後前田與篠田麻里子、高橋南、大島優子和板野友美四人在岸邊一同向乘船離開的其他成員揮手道別作結。生活娛樂資訊網站「東京頭條」（Tokyo Headline）和Oricon專題評論均認為音樂影片洋溢著夏天熾熱的氣氛，同時指出影片中不少場景均與以前的作品非常相似，例如影片與《想見你》同樣有前田「全力疾走」的一幕、還有《Maybe是藉口》的自行車場面、《大聲鑽石》中前田和宮澤佐江的吵架以及《無限重播》影片中成員一同睡覺的場景都以類近的方式呈現在本音樂影片中，似是要在總選舉前帶起觀眾對AKB48歷史的回憶。
單曲的不同發行版本收錄了不同的音樂影片，《Everyday、髮箍》和《現在開始 Wonderland》的音樂錄影帶收錄於Type-A和Type-B的兩個版本；《Everyday、髮箍》的舞蹈版和戲劇版音樂錄影帶分別收於Type-A和Type-B的各自兩個版本；《鬥魂》和《人的力量》同樣分別收錄於Type-A和Type-B的各自兩個版本；特典影片《Q版AKB48之續．小劇場3連發!》同樣分兩種版本收錄。

## 評價

### 音樂風格和歌詞
大部份音樂評論家都對《Everyday、髮箍》作出了肯定的評價。音樂網站評論人山本純承認在第一次試聽的時候對此曲並無好感，但在多次反覆聆聽後發現本曲與《大聲鑽石》一樣擁有輕快的「王道POP音樂」節奏，而最後多次重複的「真的喜歡你」（君が好きだ）更是令人振奮、充滿爆發性的一句歌詞。「CD Journal」的試聽評論則將本曲與《馬尾與發圈》比較，指本曲的旋律和前者一樣充滿魅力，扣人心弦。另一方面，音樂資訊網站Oricon的評論人三澤千晶指此曲先以帶有微微傷感的弦樂作開首，但隨即進入了以法國號配合充滿「疾走感」的主旋律，營造出在太陽底下、沙灘之上奔跑的景色，使聽者能夠從中感受到夏天的解放感；在歌詞方面，《Everyday、髮箍》的歌曲與上一年度夏季單曲《馬尾與髮圈》同樣訴說了一個男孩對女孩的單戀感情，而且是後者故事的延續，例如《馬尾與髮圈》中有一句歌詞是「現在只不過是普通朋友」（今はただの友達），到了本曲兩人已經經歷了數年：「已過了好幾年 我們兩個人 還只是朋友」（何年間も 僕たちは 友達のまま）；上一曲歌詞描述的「盡情地在嬉戲 你還是原來的那個少女」（少女のままではしゃいでいた君）在今次的歌詞中則變成了「在不知不覺中 你已經長大了」（いつの間にか大人になって），顯示出男孩對單戀對象的看法出現了改變，但主角在本曲則變得更加成熟，以「這份愛一定有一天會被你發現」（恋はきっと いつか気づくものさ）鼓勵自己繼續努力。三澤也認為作詞人秋元康擅於寫出浪漫的歌曲，如歌詞中他將「髮箍」描述成「天使的光環」（髪をとめた天使の輪っか）的幻想就只有在戀愛中的人能夠想像得到。「東京頭條」的評論覺得本曲的歌詞敘述了一個甘中帶酸的青春戀愛故事，而作詞人秋元康巧妙地利用了「太陽」、「海風」（潮風）和「沙灘」（砂浜）等詞語，令人瞬間在腦部浮現出他想描述的風景。
由於高等學校棒球大會的營運委員會認為本曲節奏開朗，能夠為經歷了大地震後的日本帶來活力，而且AKB48也在災後積極參與賑災活動，因而在2012年1月選出《Everyday、髮箍》為第84屆選拔高等學校棒球大會（第84回選抜高等学校野球大会）的入場進行曲，希望能以AKB48和打棒球的學生們作為「復興的標誌」。

### 銷售反應
單曲在發行當天售出942,475張，是前作《變成櫻花樹》用了一個星期才達到的銷量，當時評論已經預計單曲能夠在該週的Oricon週榜獲得女性藝人第一位、綜合第二位的名次，而翌日銷量總計達到108.5萬，超越了宇多田光在1999年11月憑《Addicted To You》創下的日本女歌手的首週最高銷售紀錄。在單曲發行一週後，銷量已經突破133.4萬張，打破1996年2月Mr. Children憑《無名的詩》創下的120.8萬張日本歌手單曲首週最高銷售紀錄，而在此之前紀錄的前五名全部都是來自1990年代，日本音樂行業達到巔峰的時期。一個月後，單曲銷量突破150萬，對上一次銷量超過150萬的單曲已經是2005年11月KAT-TUN成員龜梨和也和NEWS成員山下智久組成的限定組合修二與彰的單曲《青春Amigo》，而女藝人銷量超過150萬的單曲則是2000年10月MISIA的單曲《Everything》，也更新了女子組合SPEED憑《White Love》創下的最快達到150萬銷量紀錄（12週）。《Everyday、髮箍》亦是繼售出107萬張的《Beginner》和115萬張的《變成櫻花樹》後，AKB48第三張銷量破百萬的單曲，銷量與同樣附有第二次總選舉投票證的《馬尾與髮圈》相比增加了2.6倍。與此同時，《Everyday、髮箍》亦是自《RIVER》以來連續第8張取得發售當天銷量第一名的單曲，與Pink Lady在1978年發行的單曲《透明人間》看齊。
有評論認為單曲能夠創下紀錄的原因是內附的AKB48第三屆總選舉的投票券。部分歌迷為了幫助自己支持的成員取得更佳的名次，不惜大量購入單曲以獲得多次投票權，有個案是有支持者以2,000萬日元買入了1萬2500張單曲，也有人以9萬8千日元的價格出售100張投票券，成員指原莉乃也承認投了自己3票。有評論認為這種做法可能有損記錄名曲的歷代排行榜的聲譽，而選舉並非一人一票的模式亦受到部分人的批評，法政大學社會學教授稻增龍夫認為購買CD的行為已經變得和過去有所不同。然而，最終其實有近半數購買單曲的人並沒有使用投票券，而單曲連同春季單曲《變成櫻花樹》以及專輯《就是在這裡》在2011年上半年創造出66.6億日圓的銷售額，佔同期全國唱片總銷量約四分一，間接幫助此前連續三年下降的日本半年音樂總銷量錄得12.1%的升幅，AKB48發行的下一張單曲《飛翔入手》更再次刷新了本作品創下不久的最高首週銷售紀錄，對因而此也有評論認為AKB48上升的人氣是令正日漸萎縮的日本音樂市場好轉的主因之一。

### 銷售排行榜
單曲在2011年5月份Oricon公信榜取得第一位，而在2011年5月第四週的RIAJ付費音樂下載榜和《告示牌》的6月第一週Hot Singles Sales亦同樣取得第一位，在Japan Hot 100排行榜則連續兩週第一，另外在RecoChoku的五月份排行榜則位列第三。單曲累積連續四週在Oricon公信榜上榜，最終在Oricon 2011年上半年度銷量排名位列第一，第二位的《變成櫻花樹》同樣是AKB48的單曲，這是自1978年Pink Lady以來最快取得年度排行榜首兩位的藝人，在RecoChoku上半年度排行榜則位列第三。7月6日，單曲獲日本唱片協會確認為百萬銷量歌曲。
AKB48憑此單曲、《變成櫻花樹》、《飛翔入手》、《風正在吹》和《崇尚麻里子》名列2011年Oricon單曲年榜首五位，刷新由Pink Lady、光GENJI和嵐創下的首三位的紀錄，同時五張單曲均取得過百萬銷量，刷新由Mr.Children創下的四張百萬單曲的紀錄，並且憑734.6萬張成為歷來單曲年榜總銷量的第一位。

### 得獎
- 第26屆日本金唱片大獎：日本音樂年度單曲獎、BEST 5 單曲、BEST 5 下載歌曲[78]
- 2011年日本告示牌音樂大獎：年度 Hot 100、年度 Hot 100 單曲銷售[78]
- 2011年IFPI唱片協會香港唱片銷量大獎：最暢銷日語唱片大獎[79]

## 參與成員

### Everyday、髮箍
本曲的中心成員（センター）為前田敦子。參與演唱本曲的成員包括：
- Team A：多田愛佳、倉持明日香、小嶋陽菜、指原莉乃、篠田麻里子、高城亞樹、高橋南、前田敦子
- Team K：板野友美、大島優子、菊地彩香、峯岸南、宮澤佐江、横山由依
- Team B：河西智美、柏木由紀、北原里英、小森美果、佐藤堇、増田有華、宮崎美穗、渡邊麻友
- SKE48 Team S：松井珠理奈、松井玲奈
- NMB48 Team N：山本彩、渡邊美優紀

### 現在開始 Wonderland
本曲是朝日飲料產品「WONDA」的電視廣告歌曲。參與演唱本曲的成員包括：
- Team A：小嶋陽菜、指原莉乃、篠田麻里子、高城亞樹、高橋南、前田敦子
- Team K：板野友美、大島優子、峯岸南、宮澤佐江、横山由依
- Team B：河西智美、柏木由紀、北原里英、渡邊麻友

### 鬥魂
本曲是AKB48成員主演電視劇《馬路須加學園2》的主題曲。參與演唱本曲的成員包括：
- Team A：多田愛佳、倉持明日香、小嶋陽菜、指原莉乃、篠田麻里子、高城亞樹、高橋南、前田敦子、前田亞美
- Team K：秋元才加、板野友美、大島優子、菊地彩香、峯岸南、宮澤佐江、横山由依
- Team B：河西智美、柏木由紀、北原里英、小森美果、佐藤堇、宮崎美穗、渡邊麻友
- 研究生：市川美織、大場美奈、島崎遥香、島田晴香、永尾瑪利亞、山内鈴蘭
- SKE48 Team S：松井珠理奈、松井玲奈

### 人的力量
「Under girls」名義
本曲的中心成員為佐藤亞美菜和仲川遥香。參與演唱本曲的成員包括：
- Team A：岩佐美咲、大家志津香、片山陽加、仲川遥香、中田千智、仲谷明香、松原夏海
- Team K：內田真由美、梅田彩佳、田名部生来、中塚智實、藤江麗奈、松井咲子、米澤瑠美
- Team B：石田晴香、小林香菜、佐藤亞美菜、佐藤夏希、鈴木瑪莉亞、近野莉菜、平嶋夏海
- 研究生：竹内美宥、仲俣汐里、中村麻里子、森杏奈
- SKE48 Team S：矢神久美
- SKE48 Team KII：高柳明音、向田茉夏
- NMB48 Team N：山田菜菜
山田菜菜是首度參加AKB48單曲的錄製。

### Anti
「Team 研究生」名義
參與演唱本曲的成員包括：
- Team B：鈴木紫帆里
- 研究生：阿部瑪莉亞、伊豆田莉奈、市川美織、入山杏奈、牛窪紗良、大場美奈、加藤玲奈、川榮李奈、小嶋菜月、小林茉里奈、島崎遥香、島田晴香、竹内美宥、永尾瑪利亞、仲俣汐里、中村麻里子、名取稚菜、藤田奈那、森杏奈、森川彩香、山内鈴蘭、山口菜有
單曲發行前的2011年5月21日，鈴木紫帆里升格為正式成員。

## 歌曲列表
| Type-A   | Type-A                            | Type-A   | Type-A   | Type-A   | Type-A |
| 曲序     | 曲目                              |          | 作曲     | 編曲     | 时长   |
| -------- | --------------------------------- | -------- | -------- | -------- | ------ |
| 1.       | 《Everyday、髮箍》（Everyday、カチューシャ）            | 秋元康   | 井上義正 | 井上義正 | 5:12   |
| 2.       | 《現在開始 Wonderland》（これからWonderland）       | 秋元康   | 井上義正 | 井上義正 | 4:24   |
| 3.       | 《鬥魂》（ヤンキーソウル）                      | 秋元康   | TJMixx   | 武藤星兒 | 3:27   |
| 4.       | 《Everyday、髮箍》（純音樂）      | 秋元康   | 井上義正 | 井上義正 | 5:12   |
| 5.       | 《現在開始 Wonderland》（純音樂） | 秋元康   | 井上義正 | 井上義正 | 4:24   |
| 6.       | 《鬥魂》（純音樂）                | 秋元康   | TJMixx   | 武藤星兒 | 3:27   |
| 总时长： | 总时长：                          | 总时长： | 总时长： | 总时长： | 26:06  |

| Type-B   | Type-B                            | Type-B   | Type-B   | Type-B   | Type-B |
| 曲序     | 曲目                              |          | 作曲     | 編曲     | 时长   |
| -------- | --------------------------------- | -------- | -------- | -------- | ------ |
| 1.       | 《Everyday、髮箍》                | 秋元康   | 井上義正 | 井上義正 | 5:12   |
| 2.       | 《現在開始 Wonderland》           | 秋元康   | 井上義正 | 井上義正 | 4:24   |
| 3.       | 《人的力量》（人の力）                  | 秋元康   | 關淳二郎 | 關淳二郎 | 4:28   |
| 4.       | 《Everyday、髮箍》（純音樂）      | 秋元康   | 井上義正 | 井上義正 | 5:12   |
| 5.       | 《現在開始 Wonderland》（純音樂） | 秋元康   | 井上義正 | 井上義正 | 4:24   |
| 6.       | 《人的力量》（純音樂）            | 秋元康   | 關淳二郎 | 關淳二郎 | 4:28   |
| 总时长： | 总时长：                          | 总时长： | 总时长： | 总时长： | 28:08  |

| 劇場盤   | 劇場盤                            | 劇場盤   | 劇場盤   | 劇場盤   | 劇場盤 |
| 曲序     | 曲目                              |          | 作曲     | 編曲     | 时长   |
| -------- | --------------------------------- | -------- | -------- | -------- | ------ |
| 1.       | 《Everyday、髮箍》                | 秋元康   | 井上義正 | 井上義正 | 5:12   |
| 2.       | 《現在開始 Wonderland》           | 秋元康   | 井上義正 | 井上義正 | 4:24   |
| 3.       | 《Anti》（アンチ）                      | 秋元康   | 月田正   | 月田正   | 4:12   |
| 4.       | 《Everyday、髮箍》（純音樂）      | 秋元康   | 井上義正 | 井上義正 | 5:12   |
| 5.       | 《現在開始 Wonderland》（純音樂） | 秋元康   | 井上義正 | 井上義正 | 4:24   |
| 6.       | 《Anti》（純音樂）                | 秋元康   | 月田正   | 月田正   | 4:12   |
| 总时长： | 总时长：                          | 总时长： | 总时长： | 总时长： | 27:36  |

## 製作團隊
以下為《Everyday、髮箍》的主要製作人員：

| 統籌 - 總合製作及出品：秋元康 - 執行製作：窪田康志、坂本敏明 - 執行監督：淺沼正人 - 監督：增谷公治、澀谷剛 音樂製作組 - 錄音總監督：田中博信 - 錄音助理監督：平田奈緒 - 錄音製作：坂口和代、大竹惠里花、河上達也 - 混音：井上義正 - 後期工程：辻元宏 樂器演奏組 - 樂器總監督：井上義正 - 小提琴演奏：渡邊剛、杉野裕 - 中提琴演奏：島岡智子 - 大提琴演奏：結城貴弘 - 小號演奏：渡邊尚人 - 長號演奏：筒井弘之 | 音樂影片攝影組 - 攝影總監督：本廣克行 - 攝影製作：村上公一、高橋良昌 - 攝影助理監督：木村好克 - 攝影：大石弘宜 - 影像：宇野知之 - 照明：木村伸 - 收音：金杉貴史 - 製作統籌：Jerry勝White - 首席場務：Stanley Odquier - 空中攝影：雷米·依弗朗 - 剪輯：河村信二 - 線程剪輯：松本英之 - MA：髙橋昌之 - 音響效果：大河原將 - 髮型設計：又吉美佐都、平野琴惠、加藤友香、安田晶 - 髮型支援：竹邑事務所 - 美術指導：中澤脩平 - 藝術總監：華納唱片 - 藝術助理：武田舞香、YUKA |

## 外部連結
- AKB48官方YouTube频道公开播放影片：
  - YouTube上的《Everyday、髮箍》完整版音樂影片
  - YouTube上的《現在開始 Wonderland》預覽版音樂影片
- 國王唱片日文單曲官方網頁：（日語）
  - Type-A 通常盤 （页面存档备份，存于）
  - Type-B 通常盤 （页面存档备份，存于）